# Keli
Keli is een bestuurslaag in het regentschap Bima van de provincie West-Nusa Tenggara, Indonesië. Keli telt 3552 inwoners (volkstelling 2010).